# President del Sudan
El President del Sudan o President de la República del Sudan és el cap d'Estat de la República del Sudan. Des de 1993 ostenta el càrrec Omar al-Bashir.

## Consell de Sobirania, 1956-1958
- Muhmmad Nur al-Din
- Abdel Fattah Muhammad al-Maghrabi
- Muhammad Ahmad Yasin
- Ahmad Muhammad Salih
- Muhammad Uthman al-Dardiri
- Siricio Iro Wani

## President del Sudan, 1958-1964
| No. | Nom                                | Inici                  | Fi                     | Partit  |
| --- | ---------------------------------- | ---------------------- | ---------------------- | ------- |
| 1.  | Ibrahim Abboud                     | 18 de novembre de 1958 | 16 de novembre de 1964 | Militar |
| 2.  | Sirr Al-Khatim Al-Khalifa (Interí) | 16 de novembre de 1964 | 3 de desembre de 1964  | cap     |

## Consell de Sobirania, 1964-1965
- Abdel Halim Muhammad
- Tijani al-Mahi
- Mubarak Shaddad
- Ibrahim Yusuf Sulayman
- Luigi Adwok

## Consell de Sobirania, juny-juliol 1965
- Ismail al-Azhari
- Abdullah al-Fadil al-Mahdi
- Luigi Adwok
- Abdel Halim Muhammad
- Khidr Hamad

## Cap d'Estat, 1965-1993
| No. | Nom                          | Inici               | Fi                   | Partit                                |
| --- | ---------------------------- | ------------------- | -------------------- | ------------------------------------- |
| 1.  | Ismail al-Azhari             | 8 de juliol de 1965 | 25 de maig de 1969   | Partit Democràtic Unionista (PDU/DUP) |
| 2.  | Gaafar al-Nimeiry            | 25 de maig de 1969  | 6 d'abril de 1985    | Unió Socialista Sudanesa              |
| 3.  | Abd ar-Rahman Siwar al-Dahad | 6 d'abril de 1985   | 6 de maig de 1986    | Militar                               |
| 4.  | Ahmad Ali al-Mirghani        | 6 de maig de 1986   | 30 de juny de 1989   | Partit Democràtic Unionista (PDU/DUP) |
| 5.  | Omar Hasan Ahmad al-Bashir   | 30 de juny de 1989  | 16 d'octubre de 1993 | Militar                               |

## President del Sudan, 1993-...
| No. | Nom                             | Inici                | Fi                 | Partit                 |
| --- | ------------------------------- | -------------------- | ------------------ | ---------------------- |
| 1.  | Omar Hasan Ahmad al-Bashir      | 16 d'octubre de 1993 | 11 d'abril de 2019 | Cap / Congrés Nacional |
| 2.  | Ahmed Awad Ibn Auf              | 11 d'abril de 2019   | 12 d'abril de 2019 |                        |
| 3.  | Abdel Fattah Abdelrahman Burhan | 12 d'abril de 2019   |                    |                        |